# دوين سكيلز
دوين سكيلز (بالإنجليزية: DeWayne Scales)‏ مواليد 28 ديسمبر 1958 في دالاس، هو لاعب كرة سلة أمريكي سابق. بدأ مسيرته الاحترافية في سنة 1980. تم اختياره من قبل فريق نيويورك نيكس خلال الدرافت. يبلغ طوله 6 قدم 8 بوصة (2.0 م). اعتزل اللعب في 1986. لعب مع نيويورك نيكس وواشنطن ويزاردز.

## روابط خارجية
- دوين سكيلز على موقع إن بي أي (الإنجليزية)
- دوين سكيلز على موقع سبورتس رفرنس (الإنجليزية)
- دوين سكيلز على موقع كلية كرة السلة في سبورتس رفرنس.كوم (الإنجليزية)
- دوين سكيلز على موقع ريلجم (الإنجليزية)
- دوين سكيلز على موقع بروبوليرز (الإنجليزية)